# Jürgen Schmidt (Priester)
Jürgen Schmidt (* 31. Oktober 1956 in Bochum) ist ein deutscher römisch-katholischer Priester, seit 1998 Päpstlicher Ehrenkaplan (Monsignore). Seit dem 27. Juni 2010 ist er nichtresidierender Domkapitular der Diözese Essen.

## Leben
Jürgen Schmidt wurde nach dem Studium der katholischen Theologie 1983 durch Bischof Franz Hengsbach zum Priester geweiht. Nach Kaplansstellen in St. Markus, Essen-Bredeney, und St. Elisabeth, Bochum-Gerthe, war er von 1990 bis 1996 Diözesanjugendseelsorger, danach Leiter des Kardinal-Hengsbach-Hauses. 1998 ehrte ihn Papst Johannes Paul II. durch Verleihung der Würde eines Päpstlichen Ehrenkaplans. Im Essener Priesterseminar St. Ludgerus war er von 2004 bis 2012 als Regens tätig. 
Von 1994 bis 2010 war Schmidt Domvikar an der Hohen Domkirche zu Essen. Seit 2010 ist Schmidt nichtresidierender Domkapitular an der Hohen Domkirche zu Essen.
Ab 1. Januar 2013 ist Jürgen Schmidt als Nachfolger von Johannes Kronenberg Propst der Pfarrei St. Ludgerus in Essen-Werden.  2018 wurde er zum Essener Stadtdechanten ernannt.